# Copa del Rei de futbol 1910
La Copa del Rei de futbol 1910 va ser la vuitena edició de la Copa del Rei. L'any 1910 es van celebrar dues competicions diferents de copa.
Arran de les desavinences entre el vigent campió del torneig, el Club Ciclista de San Sebastián i alguns dels participants, al final es van organitzar dos concursos en paral·lel: per una banda, la que va muntar la recentment creada Federación Española de Fútbol (FEF, posteriorment Reial Federació Espanyola de Futbol), i que es va jugar a Madrid; per l'altra, la que va celebrar la Unión Española de Clubs de Fútbol (UECF), a Donostia.
Actualment, la RFEF reconeix les dues edicions com oficials.

## Copa FEF (Federación Española de Fútbol)
Aquesta competició es va disputar entre el 22 i el 24 de març de 1910, en format lligueta. El FC Barcelona es va proclamar, per primera vegada, campió de la competició de copa, després de guanyar tant a l'Español de Madrid com al Deportivo de la Coruña.

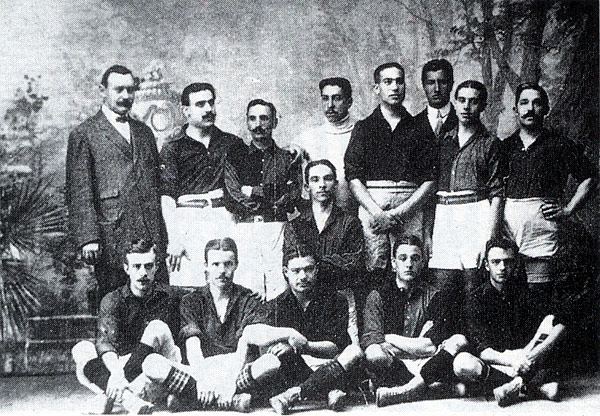
FC Barcelona campió el 1910.

### Classificació
| Pos | Equip             | PJ | PG | PE | PP | GF | GC | DG | Pts | Classificació |
| --- | ----------------- | -- | -- | -- | -- | -- | -- | -- | --- | ------------- |
| 1   | FC Barcelona      | 2  | 2  | 0  | 0  | 8  | 2  | +6 | 4   | Campió        |
| 2   | Español de Madrid | 2  | 1  | 0  | 1  | 5  | 4  | +1 | 2   |               |
| 3   | Sala Calvet       | 2  | 0  | 0  | 2  | 1  | 8  | −7 | 0   |               |

### Partits
| FC Barcelona                                     | 5–0     | Sala Calvet |
| ------------------------------------------------ | ------- | ----------- |
| Carles Comamala · Percy Wallace · José Rodríguez | Informe |             |

| Español de Madrid | 3–1     | Sala Calvet |
| ----------------- | ------- | ----------- |
| ? · ? · ?         | Informe | ?           |

| Español de Madrid      | 2–3     | FC Barcelona                                                   |
| ---------------------- | ------- | -------------------------------------------------------------- |
| Vicente Buylla 5', 12' | Informe | Charles Wallace 58' · Carles Comamala 70' · José Rodríguez 89' |

### Campió
| Campions de la Copa FEF de 1910    |
| ---------------------------------- |
| · Futbol Club Barcelona · 1r títol |

## Copa UECF (Unión Española de Clubes de Fútbol)
La competició es va disputar entre el 19 i el 21 de març de 1910, en format de lligueta. L'Athletic Club va guanyar la copa per tercera vegada.

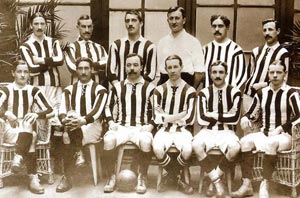
Athletic Club campió el 1910.

### Classificació
| Pos | Equip         | PJ | PG | PE | PP | GF | GC | DG | Pts | Classificació |
| --- | ------------- | -- | -- | -- | -- | -- | -- | -- | --- | ------------- |
| 1   | Athletic Club | 2  | 2  | 0  | 0  | 3  | 0  | +3 | 4   | Campió        |
| 2   | Vasconia SC   | 2  | 1  | 0  | 1  | 2  | 1  | +1 | 2   |               |
| 3   | Madrid CF     | 2  | 0  | 0  | 2  | 0  | 4  | −4 | 0   |               |

### Partits
| Athletic Club               | 2–0     | Madrid FC |
| --------------------------- | ------- | --------- |
| Remigio Iza · Martyn Veitch | Informe |           |

| Athletic Club   | 1–0     | Vasconia |
| --------------- | ------- | -------- |
| Remigio Iza 56' | Informe |          |

| Vasconia   | 2–0 | Madrid FC |
| ---------- | --- | --------- |
| McGuinness |     |           |

### Campió
| Campions de la Copa UECF de 1910 |
| -------------------------------- |
| · Athletic Club · 3r títol       |